# Sitamadji Allarassem
Sitamadji Allarassem (N'Djamena, 24 dicembre 1988 – Sarh, 4 dicembre 2014) è stato un calciatore ciadiano, di ruolo difensore.

## Carriera

### Club
Ha militato dal 2009 fino alla data di morte al Tourbillon, con cui ha vinto una Chad Premier League e una Chad Cup.

### Nazionale
È stato convocato per la prima volta in Nazionale nel 2003, ma ha debuttato nel 2006. Ha collezionato in totale, con la maglia della Nazionale, 18 presenze prendendo parte anche alla campagna di qualificazione per la Coppa del Mondo FIFA 2010 e la Coppa delle nazioni africane 2012.

## Palmarès

### Competizioni nazionali
- Chad Premier League: 1

Tourbillon: 2010
- Chad Cup: 1

Tourbillon: 2008